# 平江县第一中学
平江县第一中学，或简称平江一中，是中华人民共和国湖南省的一所全日制公办高级中学，位于湖南省平江县汉昌镇书院社区。平江一中肇始于清同治年间成立的天岳书院。其校址曾为中共领导人彭德怀发起平江起义之地。

## 校史沿革
平江县第一中学自称其历史可以追溯到清朝同治六年（1867年），当年，平江县代理知县麻维绪召集县内乡绅在县城东南隅修建了天岳书院，其中县民张岳龄为学校捐赠了土地。
光绪二十七年（1901年），清政府採取教育改革措施，下詔改全國書院為學堂，学校因此于光绪三十三年（1907年）创办中学堂，开始实施新式教育:45，中华民国成立后，周士鹄等乡绅于1919年在天岳书院的基础上创办了平江县立师范学校，以为当地的中小学校培养合格的教员:73，1925年，又改为平江县立中学。1926年，明伦中学并入平江县立中学，1927年，学校停办。
1928年7月22日，中共领导人彭德怀、滕代远、黄公略等进入天岳书院，于校内组织发动平江起义，并创建了中国工农红军第五军，此后又以学校为据点创立了湘鄂赣革命根据地及平江县工农兵苏维埃政府，以对抗国民政府:51。1929年，平江县立乡村师范学校在天岳书院成立，该校后来迁到平江县文庙；1941年，平江县立中学在书院重新设立，并于1945年开设高中部；1949年，中共及中国人民解放军占领平江县，接管县立中学，并将其更名为平江县第一中学。
1972年，学校所在的天岳书院列为省级文物保护单位。1985年，平江一中自书院迁出。

## 引用

### 註解
1. ↑  另平江县有筑于康熙五十九年（1720年）的天岳书院，与此处提及的天岳书院并无直接联系[2]:10